# (466775) 2015 AK252
(466775) 2015 AK252 es un asteroide perteneciente al cinturón de asteroides, descubierto el 19 de enero de 2004 por el equipo Spacewatch desde el Observatorio Nacional de Kitt Peak (Arizona, Estados Unidos).